# Eva Marianne Schulz
Eva Marianne Schulz (* 1983 in Siegburg) ist eine deutsche Schauspielerin.

## Leben
Eva Marianne Schulz wuchs im Rheinland auf. Nach zahlreichen Theaterprojekten in der Freien Szene und einem abgeschlossenen geisteswissenschaftlichen Studium beschloss sie, sich professionell für die Bühne ausbilden zu lassen. Sie studierte Schauspiel mit Schwerpunkt Gesang an der Akademie für Darstellende Kunst Bayern und steht seit ihrem staatlich anerkannten Abschluss im Jahr 2016  bundesweit auf der Bühne.

## Theater (Auswahl)
- 2016–2017: Als der Weihnachtsmann vom Himmel fiel, Regie: Christine Richter, Theater auf Tour (Darmstadt)
- 2019: Was ihr wollt, Ein Sommernachtstraum, Regie: Helmut von Ahnen, FestSpielHaus (München)
- 2019: Nachtblind, Regie: Julia Kren, Theater Schloss Maßbach
- 2020: Was Frauen wirklich wollen, 0190 – Ruf mich an, Regie: Heinrich Kus, Theater im Palais (Erfurt)
- 2021–2023: Komödie im Dunkeln, Regie: Marcus Everding, Dehnberger Hof Theater (Lauf)
- 2024: Damenabend,  Regie: Daniel Meyer-Dinkgräfe, piccolo teatro Haventheater (Bremerhaven)